# Simon Diamond
Patrick "Pat" Kenney (Wilmington, Delaware; 26 de mayo de 1968), también conocido por su nombre en el ring, Simon Diamond, es un exluchador profesional estadounidense, que trabaja actualmente para Total Nonstop Action Wrestling como un road agent. Más conocido por sus apariciones con la Extreme Championship Wrestling, entre 1998 y 2001, Kenney también es un exbeisbolista.

## Carrera en el béisbol
Patrick Kenney era un ávido jugador de béisbol cuando era adolescente, y fue seleccionado por los Padres de San Diego para jugar las Grandes Ligas como receptor en 1986. Kenney decidió no firmar el contrato que se le ofreció, optando por seguir una educación universitaria primero. Kenney tomó un trabajo en el bar deportivo Out Of Bounds como camarero y asistió a la Universidad de Virginia Commonwealth, con una beca de béisbol, obteniendo un título de licenciatura en inglés. Se había previsto inicialmente jugar béisbol profesionalmente después de graduarse, pero se vio obligado a reconsiderarlo después de sufrir una lesión grave en el hombro.

## Carrera en la lucha libre
En 1991, mientras trabajaba como ejecutivo de marketing de Pepsi, Kenney se introdujo a entrenar lucha libre bajo la tutela de Jim Kettner. Kenney decidió convertirse en un luchador profesional, y fue entrenado por Kettner en Salem, Nueva Jersey. Una vez que su entrenamiento estaba completo, trabajó para East Coast Wrestling Association de Kettner como "Lance Diamond", haciendo equipo con Steve Corino.

## En lucha
- Movimientos finales

- Simonizer (Fireman's carry inverted DDT)

- Movimientos de firma

- Armbar
- Bulldog
- Discus punch
- Gem Cutter (Cutter)
- DDT
- Simon Series (Two snap suplexes followed by either a sitout inverted suplex slam or a Northern Lights suplex)
- STO

- Con Johnny Swinger

- Double team finishing moves

- Problem Solver (Flapjack DDT)

- Mánagers

- Glenn Gilbertti
- Bill Apter
- Talia

- Luchadores dirigidos

- David Young
- Elix Skipper
- Los Ben Dejos (Ben Dejo and Marty Con)

- Apodos

- "Irish"
- "Superstar"
- "The Empire Saint"
- "The Blue Chip Athlete"

## Campeonatos y logros
- East Coast Wrestling Association

- ECWA Heavyweight Championship (1 vez)
- ECWA Mid-Atlantic Championship (1 vez)
- ECWA Tag Team Championship (2 times) – con Cheetah Master (1) y Steve Corino (1)
- ECWA Hall of Fame (Class of 1995)
- Super 8 Tournament (1998)

- Independent Professional Wrestling Alliance

- IPWA Heavyweight Championship (1 vez)

- Independent Wrestling Federation (New Jersey)

- IWF Heavyweight Championship (1 vez)
- Tournament of Champions (2000)

- Jersey Championship Wrestling

- JCW Championship (1 vez)

- Major League Wrestling

- MLW Global Tag Team Championship (1 vez) – con C.W. Anderson
- MLW Global Tag Team Championship Tournament (2003)

- Maximum Pro Wrestling

- MPW Heavyweight Championship (1 vez)
- MPW Tag Team Championship (1 vez) – con Johnny Swinger

- National Wrestling Alliance

National
- NWA North American Heavyweight Championship (1 vez)
- NWA United States Tag Team Championship (1 vez) – con Steve Corino

Regional
- NWA 2000 Heavyweight Championship (1 vez)

- Pennsylvania Championship Wrestling

- PCW Heavyweight Championship (1 vez)
- PCW Tag Team Championship (1 vez) – con Reckless Youth
- PCW United States Championship (3 veces)

- Pro-Pain Pro Wrestling

- 3PW Tag Team Championship (1 vez) – con Mike Kruel

- Pro Wrestling Illustrated
  - Ubicado en el puesto #78 de la PWI 500 en 2004[7]

- Total Nonstop Action Wrestling

- NWA World Tag Team Championship (1 vez) – con Johnny Swinger

- USA Pro Wrestling

- USA Pro Tag Team Championship (2 veces) – con Matt Striker